# 平潟
座標: 北緯36度51分23秒 東経140度47分31.4秒 / 北緯36.85639度 東経140.792056度

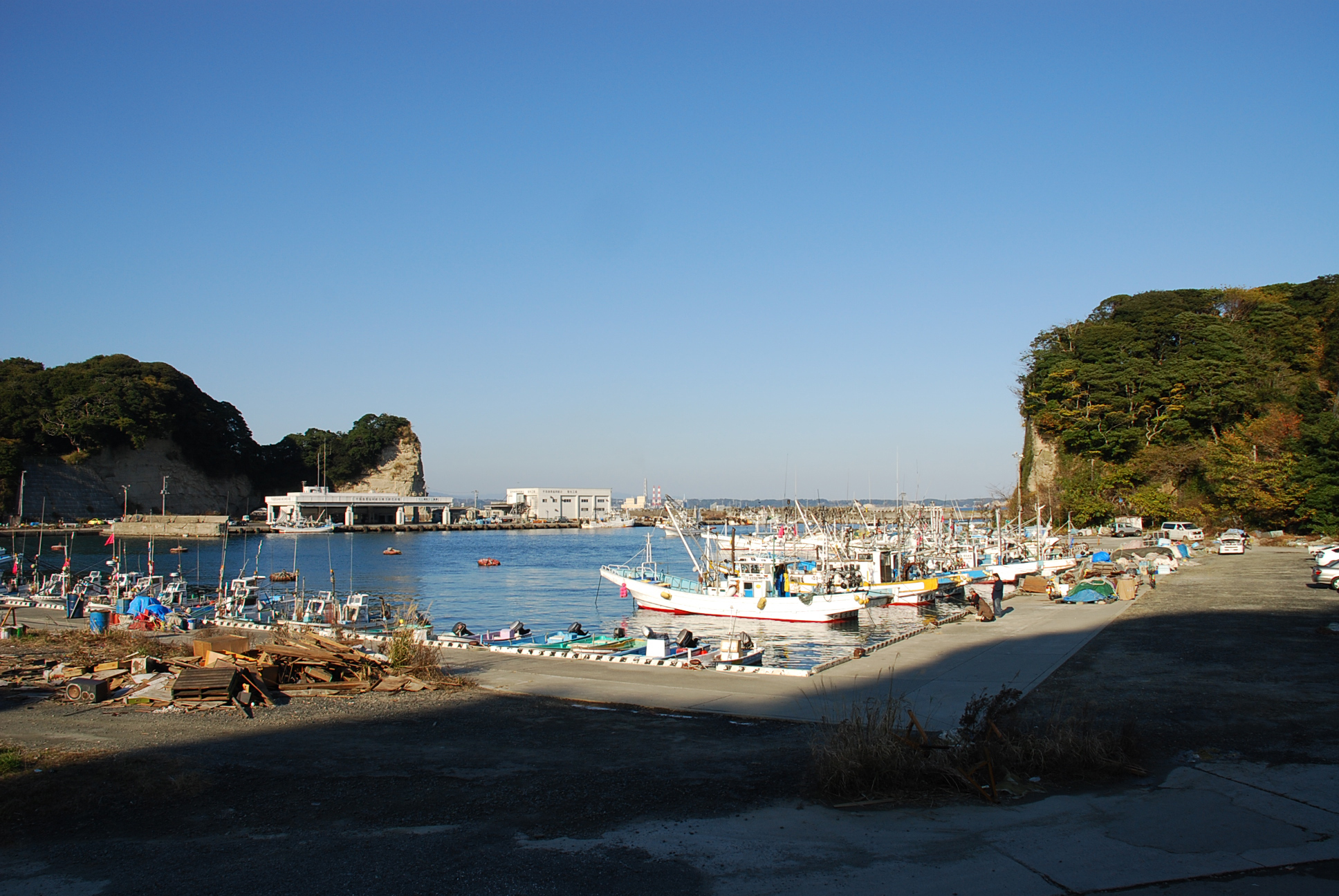
平潟港

平潟（ひらかた）は、常陸国（茨城県）の北東部（平潟町）に位置する、太平洋に面した港町。陸奥国（福島県）との境に近い。現在の北茨城市にある。また近くには、岡倉天心らが滞在したことでも有名な五浦海岸がある。
古くから港町として栄え、現在も漁港にアンコウなどの水揚げがあるほか、旅館・民宿も多くある。どぶ汁と呼ばれるあんこう鍋が郷土料理として名物となっている。